# Bazinghen
Bazinghen és un municipi francès situat al departament del Pas de Calais i a la regió dels Alts de França. L'any 2007 tenia 418 habitants.

## Demografia

### Població
El 2007 la població de fet de Bazinghen era de 418 persones. Hi havia 140 famílies de les quals 16 eren unipersonals (8 homes vivint sols i 8 dones vivint soles), 33 parelles sense fills, 79 parelles amb fills i 12 famílies monoparentals amb fills.
La població ha evolucionat segons el següent gràfic:
Habitants censats

### Habitatges
El 2007 hi havia 175 habitatges, 142 eren l'habitatge principal de la família, 26 eren segones residències i 7 estaven desocupats. 173 eren cases i 2 eren apartaments. Dels 142 habitatges principals, 112 estaven ocupats pels seus propietaris, 27 estaven llogats i ocupats pels llogaters i 3 estaven cedits a títol gratuït; 1 tenia dues cambres, 20 en tenien tres, 28 en tenien quatre i 93 en tenien cinc o més. 126 habitatges disposaven pel capbaix d'una plaça de pàrquing. A 40 habitatges hi havia un automòbil i a 94 n'hi havia dos o més.

### Piràmide de població
La piràmide de població per edats i sexe el 2009 era:
| Homes | Edats   | Dones |
| ----- | ------- | ----- |
| 0     | 95 o +  | 0     |
| 0     | 90 a 94 | 0     |
| 4     | 85 a 89 | 0     |
| 0     | 80 a 84 | 0     |
| 4     | 75 a 79 | 8     |
| 4     | 70 a 74 | 8     |
| 4     | 65 a 69 | 8     |
| 8     | 60 a 64 | 12    |
| 4     | 55 a 59 | 4     |
| 4     | 50 a 54 | 4     |
| 16    | 45 a 49 | 20    |
| 16    | 40 a 44 | 20    |
| 8     | 35 a 39 | 4     |
| 20    | 30 a 34 | 12    |
| 16    | 25 a 29 | 24    |
| 12    | 20 a 24 | 12    |
| 8     | 15 a 19 | 4     |
| 8     | 10 a 14 | 16    |
| 28    | 5 a 9   | 8     |
| 24    | 0 a 4   | 4     |

## Economia
El 2007 la població en edat de treballar era de 279 persones, 204 eren actives i 75 eren inactives. De les 204 persones actives 191 estaven ocupades (102 homes i 89 dones) i 12 estaven aturades (6 homes i 6 dones). De les 75 persones inactives 26 estaven jubilades, 26 estaven estudiant i 23 estaven classificades com a «altres inactius».

### Ingressos
El 2009 a Bazinghen hi havia 136 unitats fiscals que integraven 405 persones, la mediana anual d'ingressos fiscals per persona era de 20.520 €.

### Activitats econòmiques
Dels 9 establiments que hi havia el 2007, 1 era d'una empresa de construcció, 3 d'empreses de comerç i reparació d'automòbils, 3 d'empreses d'hostatgeria i restauració, 1 d'una empresa financera i 1 d'una entitat de l'administració pública.
Dels 3 establiments de servei als particulars que hi havia el 2009, 1 era una fusteria i 2 restaurants.
L'any 2000 a Bazinghen hi havia 18 explotacions agrícoles que ocupaven un total de 1.008 hectàrees.

## Equipaments sanitaris i escolars
El 2009 hi havia una escola elemental integrada dins d'un grup escolar amb les comunes properes formant una escola dispersa.

## Poblacions més properes
El següent diagrama mostra les poblacions més properes.